# Chaenorhinum cryptarum
Chaenorhinum cryptarum är en grobladsväxtart som först beskrevs av Pierre Edmond Boissier och Hausskn., och fick sitt nu gällande namn av John Jefferson Davis. Chaenorhinum cryptarum ingår i släktet småsporrar, och familjen grobladsväxter. Inga underarter finns listade i Catalogue of Life.